# Acisa de las Arrimadas
Acisa de las Arrimadas es una localidad española que forma parte del municipio de La Ercina, en la provincia de León, comunidad autónoma de Castilla y León.

## Geografía

### Ubicación
| Noroeste: Veneros                 | Norte: Llama                | Noreste: Sobrepeña              |
| Oeste: Barrillos de las Arrimadas |                             | Este: La Ercina                 |
| Suroeste Lugán                    | Sur: Palacio de Valdellorma | Sureste: Palacio de Valdellorma |

## Demografía
Evolución de la población
| Gráfica de evolución demográfica de Acisa de las Arrimadas entre 2000 y 2017 |
|                                                                              |
| Población de derecho (2000-2017) según el padrón municipal del INE           |